# Eulachnus pumilae
Eulachnus pumilae är en insektsart som beskrevs av Inouye 1939. Eulachnus pumilae ingår i släktet Eulachnus och familjen långrörsbladlöss. Inga underarter finns listade i Catalogue of Life.